# CSF Group-Navigare 2008
Questa voce raccoglie le informazioni riguardanti la CSF Group-Navigare nelle competizioni ufficiali della stagione 2008.

## Stagione
La squadra ciclistica irlandese CSF Group-Navigare partecipò, nella stagione 2008, alle gare dei circuiti continentali UCI, UCI Europe Tour, UCI America Tour e UCI Asia Tour.

## Organico

### Staff tecnico
GM=General manager; DS=Direttore sportivo.
|  | Naz.              | Ruolo | Sportivo           |  |  |  |
|  | ----------------- | ----- | ------------------ |  |  |  |
|  | Italia (bandiera) | GM    | Roberto Reverberi  |  |  |  |
|  | Italia (bandiera) | DS    | Fabiano Fontanelli |  |  |  |
|  | Italia (bandiera) | DS    | Bruno Reverberi    |  |  |  |

### Rosa
|  | Naz.                 |  | Sportivo                   | Anno |  |  |
|  | -------------------- |  | -------------------------- | ---- |  |  |
|  | Italia (bandiera)    |  | Fortunato Baliani          | 1974 |  |  |
|  | Argentina (bandiera) |  | Guillermo Rubén Bongiorno  | 1978 |  |  |
|  | Italia (bandiera)    |  | Federico Canuti            | 1985 |  |  |
|  | Italia (bandiera)    |  | Tiziano Dall'Antonia       | 1983 |  |  |
|  | Italia (bandiera)    |  | Mauro Finetto              | 1985 |  |  |
|  | Italia (bandiera)    |  | Marco Frapporti            | 1985 |  |  |
|  | Italia (bandiera)    |  | Paride Grillo              | 1982 |  |  |
|  | Colombia (bandiera)  |  | Luis Laverde               | 1979 |  |  |
|  | Italia (bandiera)    |  | Andrea Pagoto              | 1985 |  |  |
|  | Messico (bandiera)   |  | Julio Alberto Pérez Cuapio | 1977 |  |  |
|  | Italia (bandiera)    |  | Domenico Pozzovivo         | 1982 |  |  |
|  | Italia (bandiera)    |  | Matteo Priamo              | 1982 |  |  |
|  | Argentina (bandiera) |  | Mauro Richeze              | 1985 |  |  |
|  | Argentina (bandiera) |  | Maximiliano Richeze        | 1983 |  |  |
|  | Italia (bandiera)    |  | Filippo Savini             | 1985 |  |  |
|  | Italia (bandiera)    |  | Emanuele Sella             | 1981 |  |  |
|  | Italia (bandiera)    |  | Francesco Tomei            | 1985 |  |  |

## Palmarès

### Corse a tappe
- Giro di Danimarca

1ª tappa (Rubén Bongiorno)
4ª tappa (Rubén Bongiorno)
- Tour de Langkawi

8ª tappa (Filippo Savini)
9ª tappa (Mauro Richeze)
- Giro d'Italia

2ª e 4ª tappa (Stefano Garzelli)
- Vuelta Asturias

6ª tappa (Matteo Priamo)
14ª tappa (Emanuele Sella)
15ª tappa (Emanuele Sella)
20ª tappa (Emanuele Sella)
- Settimana Internazionale di Coppi e Bartali

5ª tappa (Emanuele Sella)
- Presidential Cycling Tour of Turkey

3ª tappa (Matteo Priamo)
4ª tappa (Filippo Savini)
5ª tappa (Matteo Priamo)
7ª tappa (Maximiliano Richeze)
- Circuit de la Sarthe

5ª tappa (Maximiliano Richeze)
- Tour de San Luis

5ª tappa (Maximiliano Richeze)
- Vuelta Ciclista a Costa Rica

14ª tappa (Julio Alberto Pérez Cuapio)

## Classifiche UCI

### UCI Europe Tour
Individuale
Piazzamenti dei corridori della CSF Group-Navigare nella classifica dell'UCI Europe Tour 2008.
| Pos. | Ciclista                  | Punti |
| ---- | ------------------------- | ----- |
| 56   | Maximiliano Richeze       | 194   |
| 70   | Mauro Finetto             | 180,8 |
| 225  | Guillermo Rubén Bongiorno | 78,8  |
| 255  | Domenico Pozzovivo        | 70    |
| 276  | Mauro Richeze             | 66,8  |
| 318  | Mauro Frapporti           | 56,8  |
| 321  | Fortunato Baliani         | 56    |
| 321  | Tiziano Dall'Antonia      | 56    |
| 450  | Matteo Priamo             | 37    |
| 678  | Federico Canuti           | 19,8  |
| 711  | Filippo Savini            | 16    |
| 760  | Andrea Pagoto             | 15    |

Squadra
La CSF Group-Navigare chiuse in quindicesima posizione con 759,2 punti.

### UCI Asia Tour
Individuale
Piazzamenti dei corridori della CSF Group-Navigare nella classifica dell'UCI Asia Tour 2008.
| Pos. | Ciclista       | Punti |
| ---- | -------------- | ----- |
| 51   | Mauro Richeze  | 48    |
| 118  | Filippo Savini | 20    |
| 163  | Matteo Priamo  | 14    |

Squadra
La CSF Group-Navigare chiuse in ventitreesima posizione con 82 punti.

### UCI America Tour
Individuale
Piazzamenti dei corridori della CSF Group-Navigare nella classifica dell'UCI America Tour 2008.
| Pos. | Ciclista            | Punti |
| ---- | ------------------- | ----- |
| 158  | Maximiliano Richeze | 18    |

Squadra
La CSF Group-Navigare chiuse in trentatreesima posizione con 18 punti.